# San Antonio 2da. Sección
San Antonio 2da. Sección är en ort i Mexiko.   Den ligger i kommunen Pantepec och delstaten Chiapas, i den sydöstra delen av landet, 700 km öster om huvudstaden Mexico City. San Antonio 2da. Sección ligger 1 485 meter över havet och antalet invånare är 288.
Terrängen runt San Antonio 2da. Sección är bergig västerut, men österut är den kuperad. Runt San Antonio 2da. Sección är det ganska tätbefolkat, med 86 invånare per kvadratkilometer. Närmaste större samhälle är Rayón, 2,7 km öster om San Antonio 2da. Sección. I omgivningarna runt San Antonio 2da. Sección växer i huvudsak städsegrön lövskog.